# Battle Creek Tower
La Battle Creek Tower  es un edificio comercial y residencial de uso mixto ubicado en 70 West Michigan Avenue en la ciudad de Battle Creek, en el estado de Míchigan (Estados Unidos). Originalmente se construyó como la Torre Nacional Central y se diseñó como un edificio de oficinas. Incluido en el Registro Nacional de Lugares Históricos en 2008, fue diseñada por el estudio de arquitectura Holabird & Root.  

## Historia

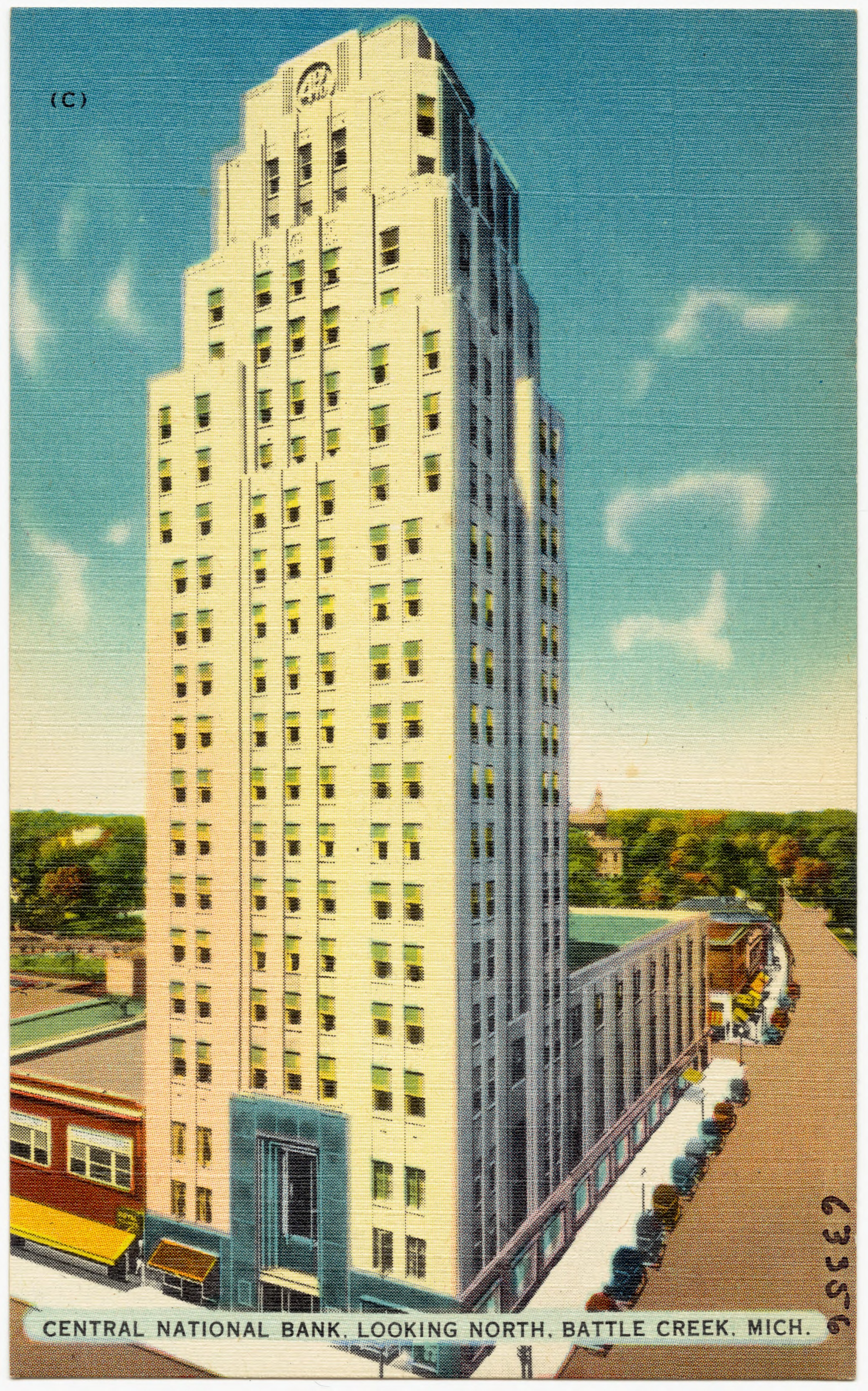
Torre Nacional Central, c. 1940

El sitio de la Torre Nacional Central fue ocupado anteriormente por Marjorie Block, construido por el magnate de los cereales CW Post y que lleva el nombre de su única hija, Marjorie Merriweather Post. En 1929, la viuda de Post, Leila Post Montgomery, vendió la propiedad al Banco Nacional Central. El banco contrató al estudio de arquitectura de Chicago Holabird & Root para diseñar una nueva sede para ellos en el sitio. La construcción se completó y el edificio se inauguró a mediados de 1931. El edificio sirvió como la nueva sede del Central National Bank y contenía espacio de oficinas que fue alquilado por destacados abogados, médicos, dentistas, contadores y agentes inmobiliarios de Battle Creek.
Central National Bank mantuvo sus oficinas hasta 1947, cuando se fusionó con el Michigan National Bank y trasladó sus oficinas a una ubicación diferente. En 1951, el edificio fue comprado por Wolverine Insurance Company, que cambió el nombre a Wolverine Tower. En 1978, el edificio se convirtió en la Transamerica-Wolverine Tower, llamada Transamerica Tower desde 1984. En 2000, Hinman Company compró el edificio y lo rebautizó como Battle Creek Tower. The Hinman Company remodeló el edificio en un desarrollo de uso mixto, con los pisos superiores rediseñados como espacio residencial. En 1961, una de las sirenas antiaéreas de defensa civil de Battle Creek se instaló en el techo del edificio, donde todavía se encuentra hasta el día de hoy y ahora se usa para clima severo. Se prueba mensualmente el primer sábado a la 1 de la tarde.

## Descripción
La Battle Creek Tower es una torre de veintiún pisos diseñada en estilo art déco. Tiene una torre de planta casi cuadrada ubicada al frente a lo largo de la avenida Míchigan y una sección de cuatro pisos que se extiende hacia la parte trasera. El exterior de la torre está revestido con piedra caliza oolítica de Indiana de color beige, colocada sobre una base de granito negro. La fachada frontal tiene 20 m de ancho y es simétrica. La entrada central principal se encuentra en un gran portal de cabeza cuadrada que está revestido con granito gris. Una bandera de los Estados Unidos y una sirena federal Thunderbolt están montadas sobre el edificio. Los pisos tercero y decimoséptimo contienen una serie de paneles de piedra caliza tallada con motivos florales estilizados. Los bancos de ventanas verticales profundamente empotrados en la torre enfatizan las líneas verticales de la torre.